# Абажур
Абажур (од фр.  — „смањивач светла”), застор или сенило је део светиљке који ублажава извор светлости.
Израђује се од порцелана, стакла, или од жице превучене провидним материјалом (папир, пергамент, свила, тканина, танка кожа или савремени синтетички производи). Има облик кугле, полукугле, купе, ваљка, пирамиде, лампиона и сл. Често се израђује са позадином у одређеној боји (жута, ружичаста и др.), да би се у просторији расветом постигла одређена атмосфера. Странице абажура могу бити украшене везом и сликаним мотивима (орнаментика, цвеће и сл.). У Кини и у Јапану прекривају се силуетама рађеним тушем. 